# Érpatak
Érpatak è un comune dell'Ungheria di 1 821 abitanti (dati 2004). È situato nella contea di Szabolcs-Szatmár-Bereg.